# Uperoleia micra
Espèce
Uperoleia micra est une espèce d'amphibiens de la famille des Myobatrachidae.

## Répartition
Cette espèce est endémique du Nord-Est de l'Australie-Occidentale en Australie. Elle se rencontre dans le nord-ouest de la région de Kimberley.

## Publication originale
- Doughty & Roberts, 2008 : A new species of Uperoleia (Anura: Myobatrachidae) from the northwest Kimberley, Western Australia. Zootaxa, no 1939, p. 10–18 (texte intégral).